# Blue Ridge Music Center
Pour les articles homonymes, voir Blue Ridge.
Le Blue Ridge Music Center est un centré consacré à la musique situé dans le comté de Grayson, en Virginie. Constitué d'un musée, d'un office de tourisme et d'une scène pour les concerts, il est géré par le National Park Service en tant qu'arrêt le long de la Blue Ridge Parkway.